# Berihu Aregawi
Berihu Aregawi (ur. 28 lutego 2001 w Atsbi Wenberta, w Etiopii) – etiopski lekkoatleta, biegacz długodystansowy, srebrny medalista olimpijski z Paryża, w biegu na 10 000 metrów. Rekordzista świata w biegu ulicznym na 5 km.
Na Igrzyskach Olimpijskich w Tokio w 2020 roku zajął czwarte miejsce na dystansie 10 000 metrów. Srebrny medalista Mistrzostw Świata w Biegach Przełajowych 2023 i Mistrzostw Świata w Biegach Przełajowych 2024. Rekordzista Etiopii w biegu na 10 kilometrów.